# شاه‌ماهی کوتوله ساناگا
شاه‌ماهی کوتوله ساناگا (نام علمی: Thrattidion noctivagus) نام یک گونه از تیره شگ‌ماهیان است.